# チョン掛け
チョン掛け（チョンがけ）は、魚釣りにおける餌の付け方、または、漁法のひとつである。

## 餌の付け方
エビ、川虫、ゴカイ、ミミズなどの生き餌を、通常のように全体を釣り針に通すのではなく、一部分だけを釣り針に引っかけるように刺す餌の付け方である。生き餌が弱りにくいという利点がある。ただし、体長の長いゴカイやミミズなどの場合には、竿を投げる時などに餌がはずれやすいという欠点もある。

## 漁法
細い竹竿の先に返しのない掛け針を付け、箱メガネを使ったり、潜水したりして、水中の魚を見ながら引っかける漁法。鮎漁などでよく用いられる。地域によっては禁止されていることもある。